# Mary Rao
Mary Leela Rao (ur. w 1940) – indyjska lekkoatletka (sprinterka), olimpijka z 1956 roku.
Podczas Letnich Igrzysk Olimpijskich 1956 nie ukończyła biegu eliminacyjnego na 100 metrów i odpadła z dalszej rywalizacji.
Brązowa medalistka igrzysk azjatyckich w sztafecie 4 × 100 metrów (1958).
Rekord życiowy: 100 m – 12,4 s (1956).